# 阿贝扬
阿贝扬（法語：Abeilhan，法語發音：[abɛjɑ̃]）是法国埃罗省的一个市镇，属于贝济耶区。

## 地理
阿贝扬（43°26'59"N, 3°17'41"E）面积7.81 平方千米，位于法国奧克西塔尼大區埃罗省，该省份为法国南部沿海省份，南濒地中海，西南接奥德省，西北接塔恩省和阿韦龙省，东北与加尔省接壤。
与阿贝扬接壤的市镇（或旧市镇、城区）包括：普佐勒、阿利尼昂迪旺、库洛布尔、马尔贡、塞尔维扬。

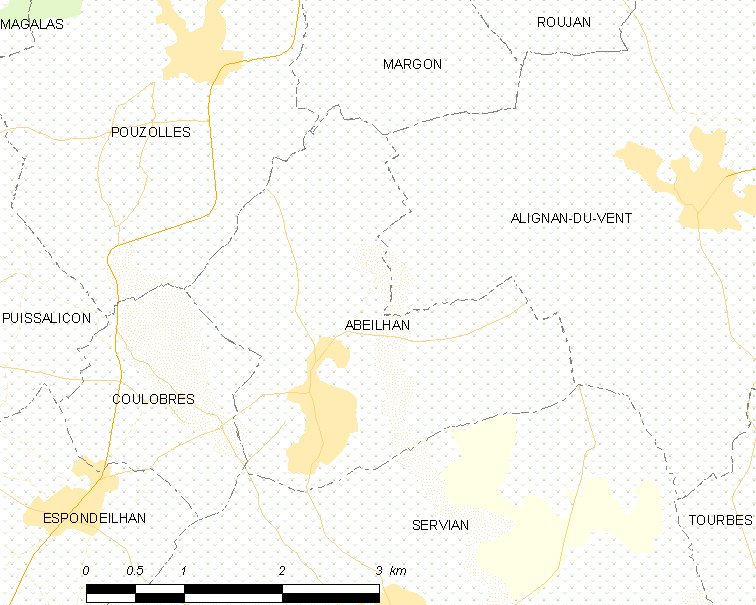
阿贝扬的OSM定位图

阿贝扬的时区为UTC+01:00、UTC+02:00（夏令时）。

## 行政
阿贝扬的邮政编码为34290，INSEE市镇编码为34001。

## 政治
阿贝扬所属的省级选区为佩兹纳斯县。

## 人口

1962-2008年间阿贝扬人口变化图示

阿贝扬于2022年1月1日时的人口数量为1824人。